# Pham
Pham oder Phạm ist ein vietnamesischer Familienname.

## Namensträger
- Alexis Pham Van Lôc (1919–2011), vietnamesischer Geistlicher, Bischof von Kontum
- Anathan Pham (* 1999), australischer E-Sportler
- Ariane Widmer Pham (* 1959), Schweizer Architektin und Raumplanerin
- David Pham (* 1967), US-amerikanischer Pokerspieler
- Frédéric Pham (* 1938), französisch-vietnamesischer Mathematiker
- Jean-Baptiste Phạm Minh Mẫn (* 1934), vietnamesischer Erzbischof und Kardinal
- Jenny Pham (* 1992), deutsche Laiendarstellerin
- Khuê Phạm (* 1982), deutsche Journalistin
- Linh Dan Pham (* 1974), vietnamesisch-französische Schauspielerin
- Louis Pham Van Nâm (1919–2001), vietnamesischer Geistlicher, Weihbischof in Ho-Chi-Minh-Stadt
- Michael Pham (* 1967), vietnamesisch-US-amerikanischer Geistlicher, Bischof von San Diego
- Paul Joseph Phạm Đình Tụng (1919–2009), vietnamesischer Geistlicher, Erzbischof von Hanoi und Kardinal der römisch-katholischen Kirche

- Phạm Bình Minh (* 1959), vietnamesischer Politiker
- Phạm Cao Cường (* 1996), vietnamesischer Badmintonspieler
- Phạm Cự Lạng (944–984), vietnamesischer General zur Zeit der Đinh- und Früheren Lê-Dynastie
- Phạm Duy (1921–2013), vietnamesischer Komponist
- Phạm Gia Khiêm (* 1944), vietnamesischer Politiker
- Phạm Hải Yến (* 1994), vietnamesische Fußballspielerin
- Phạm Hùng (1912–1988), vietnamesischer Freiheitskämpfer und Politiker
- Phạm Lê Thảo Nguyên (* 1987), vietnamesische Schachspielerin
- Phạm Lực (* 1943), vietnamesischer Maler
- Phạm Minh Chính (* 1958), vietnamesischer Politiker und Premierminister
- Phạm Nhật Vượng (* 1968), vietnamesischer Unternehmer
- Phạm Quỳnh (1892–1945), vietnamesischer profranzösischer Politiker
- Phạm Thành Lương (* 1988), vietnamesischer Fußballspieler
- Phạm Thị Diễm (* 1990), vietnamesische Hochspringerin
- Phạm Thị Hài (* 1989), vietnamesische Ruderin
- Pham Thi Hoai (* 1960), vietnamesische Schriftstellerin und Übersetzerin
- Phạm Thị Huệ (* 1996), vietnamesische Langstreckenläuferin
- Phạm Thị Thảo (* 1989), vietnamesische Ruderin
- Phạm Tuân (* 1947), vietnamesischer Kosmonaut
- Phạm Tuấn Hải (* 1998), vietnamesischer Fußballspieler
- Phạm Văn Đồng (1906–2000), vietnamesischer Politiker und Premierminister
- Phạm Văn Lâm (* 1992), vietnamesischer Weitspringer
- Phạm Vinh Quang (* 1965), vietnamesischer Diplomat
- Pham Xuan An (Hai Trung; 1927–2006), vietnamesischer Journalist und Spion
- Phạm Xuân Mạnh (* 1996), vietnamesischer Fußballspieler